# Brian Wilson Presents Smile
Pour les articles homonymes, voir smile.
 (décembre 2019).
Si vous disposez d'ouvrages ou d'articles de référence ou si vous connaissez des sites web de qualité traitant du thème abordé ici, merci de compléter l'article en donnant les références utiles à sa vérifiabilité et en les liant à la section « Notes et références ».
Albums de Brian Wilson
Gettin' in Over My Head
(2004) What I Really Want for Christmas
(2005)
Brian Wilson Presents Smile est le sixième album solo de Brian Wilson, sorti en 2004.

## Historique
Originellement, Smile devait être le douzième album des Beach Boys dont la sortie était prévue pour début 1967. Mais divers problèmes, à commencer par la santé chancelante de Brian Wilson, progressivement dépassé par l'ambition de son projet, ainsi que de nombreuses dissensions au sein du groupe ayant pour origine un désaccord profond quant à la direction artistique, aboutirent à son abandon définitif au printemps 1967. Quelques morceaux parmi les plus avancés ont été publiés sur Smiley Smile, album assemblé en catastrophe après la défection de Brian Wilson (notamment le très complexe Heroes and Villains), ou sur des albums ultérieurs (notamment Surf's Up, sur l'album du même nom sorti en 1971). L'album Smile, désormais mythique, a fait l'objet de nombreux enregistrements pirates, quelques fans s'évertuant à le restituer tel qu'il aurait dû advenir à partir des titres officiellement publiés et des ébauches ayant fuité.
Selon la légende, le « coup de grâce » aurait été une visite de Paul McCartney au studio des Beach Boys en avril 1967, lors de l'enregistrement du morceau Vegetables : il aurait alors parlé avec enthousiasme du futur album des Beatles en préparation, Sgt. Pepper's Lonely Hearts Club Band, et aurait joué She's Leaving Home au piano, achevant de décourager Brian Wilson, qui luttait de toutes ses forces depuis trois ans pour rivaliser, presque seul, avec un quatuor de musiciens d'exception au sommet de leur art et en parfaite synergie, aidés par un brillant producteur. « Pour la première fois de sa vie, il abandonne : Smile, éternellement inachevé, deviendra l'un des grands mythes de la pop music. » . 

### Résurrection

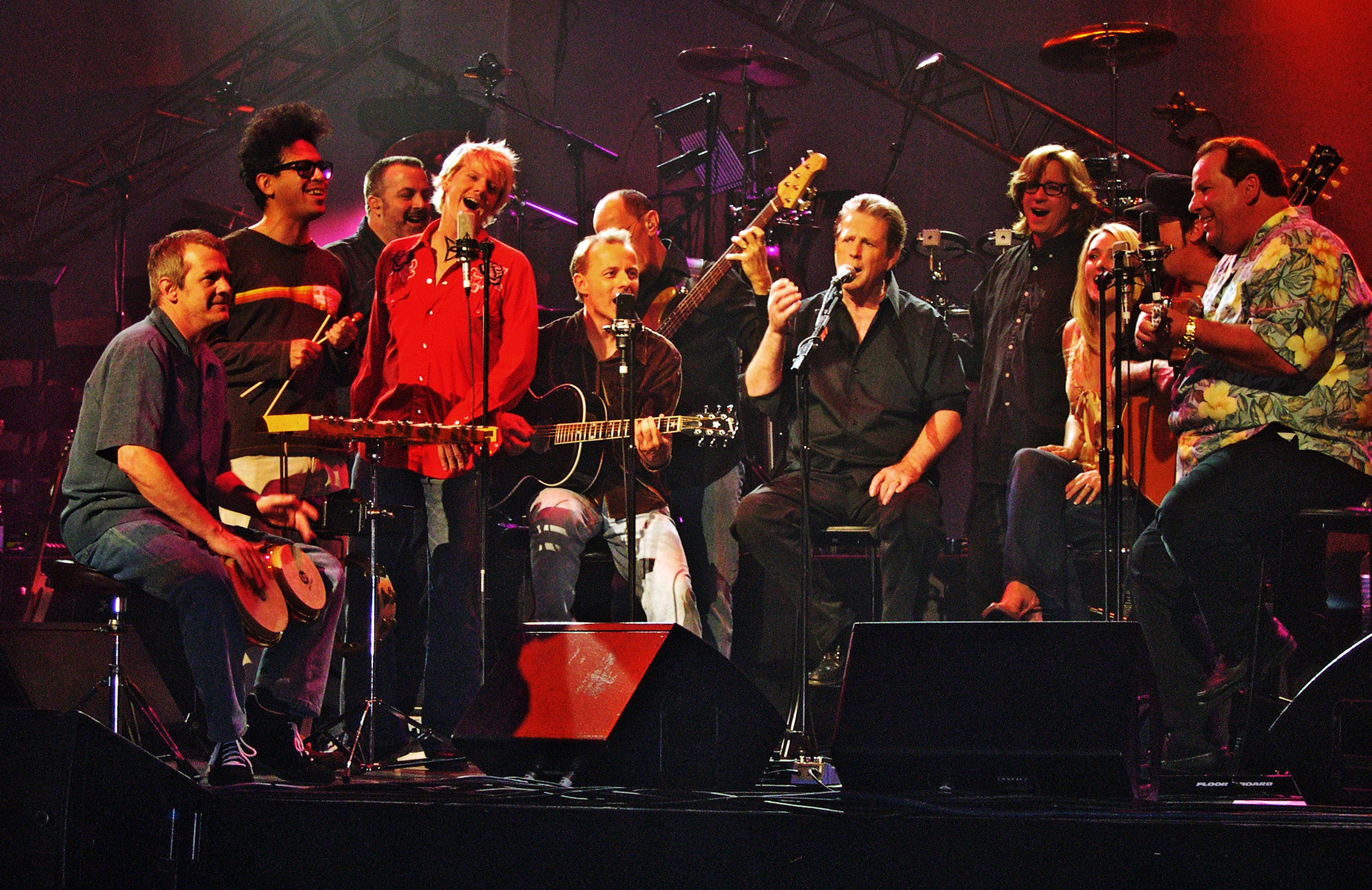
Brian Wilson au Royal Festival Hall en 2004.

Au début des années 2000, revigoré par le succès d'une tournée au cours de laquelle il a interprété l'intégralité de l'album Pet Sounds avec son nouveau groupe The Wondermints (il a également fait une apparition remarquée le 3 juin 2002 lors du concert collectif Party at the Palace organisé à l'occasion du Jubilé d'Or de la reine d'Angleterre), Brian Wilson décide de reprendre le projet Smile et de le mener à bien — autant par souci d'offrir aux fans une version finalisée d'un album avorté devenu légendaire, que pour affronter ses propres démons en reprenant le contrôle d'un processus créatif dans lequel il s'était enseveli 37 ans plus tôt; ceci en dépit de capacités vocales diminuées et de la gageure intrinsèque que constitue l'achèvement d'un projet musical aussi complexe.
Le résultat enthousiasme la critique (une première interprétation en live au Royal Festival Hall le 24/02/2004, sous forme d'une symphonie en trois mouvements, a fait l'objet de commentaires dithyrambiques) ; et on ne peut que spéculer sur l'influence qu'aurait eue cet album, d'une richesse et d'une originalité prodigieuses, conçu comme une « symphonie adolescente adressée à Dieu » selon la formule de Brian Wilson, s'il était effectivement sorti en 1967, sur l'évolution des Beatles et de la musique pop/rock en général, en cette période de folle effervescence où les albums d'exception se succédaient en un flot effréné et où la moindre innovation était immédiatement réincorporée par les plus fameux musiciens officiant des deux côtés de l'Atlantique dans une sorte magma créatif commun où fusionnaient les constituants hétéroclites d'une ingénierie de l'exaltation juvénile en perpétuelle redéfinition…
D'abord anticipé comme une série de concerts, après le vif succès d'une première présentation au Royal Festival Hall le 24 février 2004, c'est finalement sous la forme d'un album studio que se concrétise ce travail de re-création : tous les morceaux sont intégralement réenregistrés par Brian Wilson et son groupe, aucune des bandes originales de 1966-1967 n'est utilisée. Ces nouveaux enregistrements comportent quelques sections, transitions et paroles additionnelles.
L'album sort le 28 septembre 2004 sous le titre Brian Wilson Presents Smile (ce titre distinct spécifiant qu'il ne s'agit pas et ne pourrait s'agir du véritable album Smile), avec un track listing proche du projet original.
Auparavant, le contenu presque complet de Smile, pouvait se retrouver sous forme de différents bootlegs.
Le morceau Mrs O' Leary's Cow, dans sa version réenregistrée pour cet album, a été désigné meilleur instrumental rock aux 52e Grammy Awards.

### Album des Beach Boys
L'album de Brian Wilson provoque à sa sortie des débats au sein de la communauté des fans qui voulaient connaître enfin l'œuvre originale.
En 2011, les bandes originales de 1967 sont remixées sous la supervision de Brian Wilson, aboutissant à la sortie de l'album The Smile Sessions.
Parallèlement un simple CD sort sous le nom Smile et veut refléter l'album tel qu'il aurait pu être.

## Titres
Sauf indication contraire, toutes les chansons sont signées Brian Wilson (composition, arrangements, production) et Van Dyke Parks (paroles).
1. Our Prayer / Gee (Wilson / David, Levy) — 2:09
2. Heroes and Villains — 4:53
3. Roll Plymouth Rock — 3:48
4. Barnyard — 0:58
5. Old Master Painter / You Are My Sunshine (Gillespie, Smith / Davis) — 1:04
6. Cabin Essence — 3:27
7. Wonderful — 2:07
8. Song For Children — 2:16
9. Child Is Father of the Man — 2:18
10. Surf's Up — 4:07
11. I'm In Great Shape / I Wanna Be Around / Workshop (Wilson, Parks / Mercer, Vimmerstedt / Wilson) — 1:56
12. Vega-Tables — 2:19
13. On a Holiday — 2:36
14. Wind Chimes — 2:54
15. Mrs. O'Leary's Cow (Wilson) — 2:27
16. In Blue Hawaii — 3:00
17. Good Vibrations (Wilson, Love) — 4:36